# Chuột nhắt nhà
Chuột nhắt nhà (danh pháp hai phần: Mus musculus) là loài gặm nhấm có kích thước nhỏ và là một trong những loài có số lượng lớn nhất của chi Chuột nhắt. Chuột nhắt chủ yếu sống gần con người và gây hại mùa màng cũng như lương thực, thực phẩm bảo quản. Chuột nhắt cũng đã được thuần hóa làm chuột cảnh và cũng được dùng làm chuột thí nghiệm trong sinh học và y học. Chúng là động vật được sử dụng phổ biến nhất trong các phòng thí nghiệm kĩ thuật di truyền.

## Đặc điểm
Chuột trưởng thành có chiều dài cơ thể (tính từ mũi đến gốc đuôi) là 7,5–10 cm (3,0–3,9 in) và chiều dài đuôi là 5–10 cm (2,0–3,9 in). Khối lượng cơ thể chúng vào khoảng 10–25 g (0,4–0,9 oz). Bộ lông chuột nhắt nhà có thể từ trắng đến xám, nâu nhạt, đen. Lông chuột ngắn, ở tai và đuôi thì ít lông hơn. Chân sau của chuột khá ngắn, cỡ khoảng 15–19 mm (0,59–0,75 in); sải chân bình thường khi chạy đạt 4,5 cm (1,8 in), nhưng chúng có thể nhảy cao đến 45 cm (18 in). Tiếng kêu "chít chít" của chuột nhà có âm vực rất cao và không đều. Chuột nhắt lớn nhanh khi sống gần nhà ở của người và trên các cánh đồng nông nghiệp.
Chuột đực và cái khó phân biệt khi còn non. Cũng như người, khoảng cách từ hậu môn đến bộ phận sinh dục trên chuột cái nhỏ hơn đáng kể. Chuột cái có 5 đôi vú và tuyến sữa còn chuột đực không có vú.
Khi trưởng thành về mặt sinh dục, sự khác biệt nổi bật và rõ ràng nhất là sự hiện diện của tinh hoàn con đực. Tinh hoàn chuột đực khá lớn so với phần còn lại của cơ thể và có thể được rút vào bên trong cơ thể. Ngoài ức bằng hạt đậu ở ngực, chuột nhà còn có ức thứ hai bằng đầu kim ở cổ bên cạnh khí quản.

## Các phân loài
Có ba phân loài được công nhận rộng rãi và có xu hướng coi chúng là những loài riêng biệt:
- Mus musculus castaneus (Nam Á và Đông Nam Á)
- Mus musculus domesticus (Tây Âu, Tây Nam Á, châu Mỹ, châu Phi và châu Đại Dương)
- Mus musculus musculus (Đông Âu và Bắc Á)

Hai phân loài sau đây mới được công nhận:
- Mus musculus bactrianus (Trung Á)
- Mus musculus gentilulus (bán đảo Ả rập; Madagascar)[10]

Một số phân loài khác nay được coi là đồng nghĩa với các phân loài nêu trên. Một số quần thể chuột là con lai giữa các phân loài, như chuột nhà Nhật Bản ("molossinus").

## Tập tính

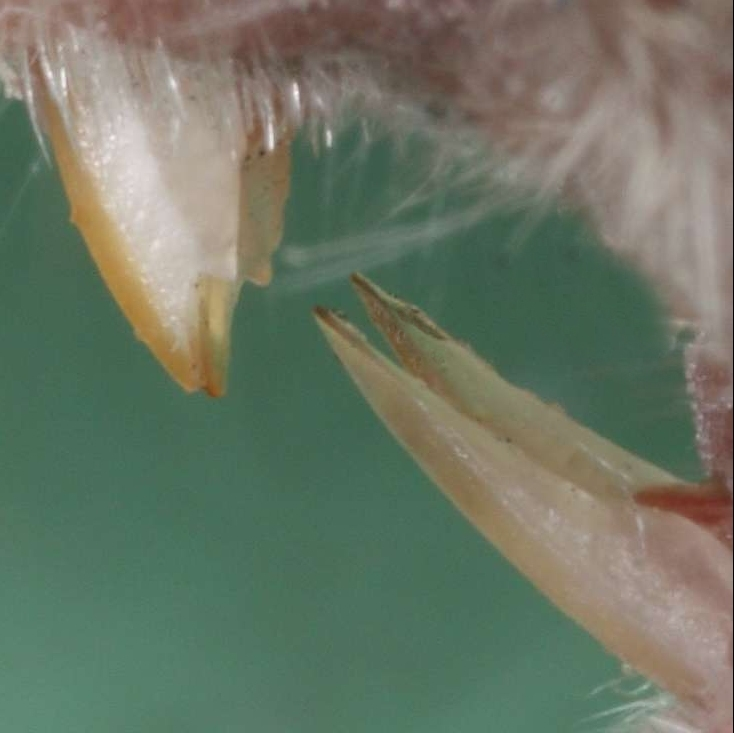
Răng cửa của chuột nhắt

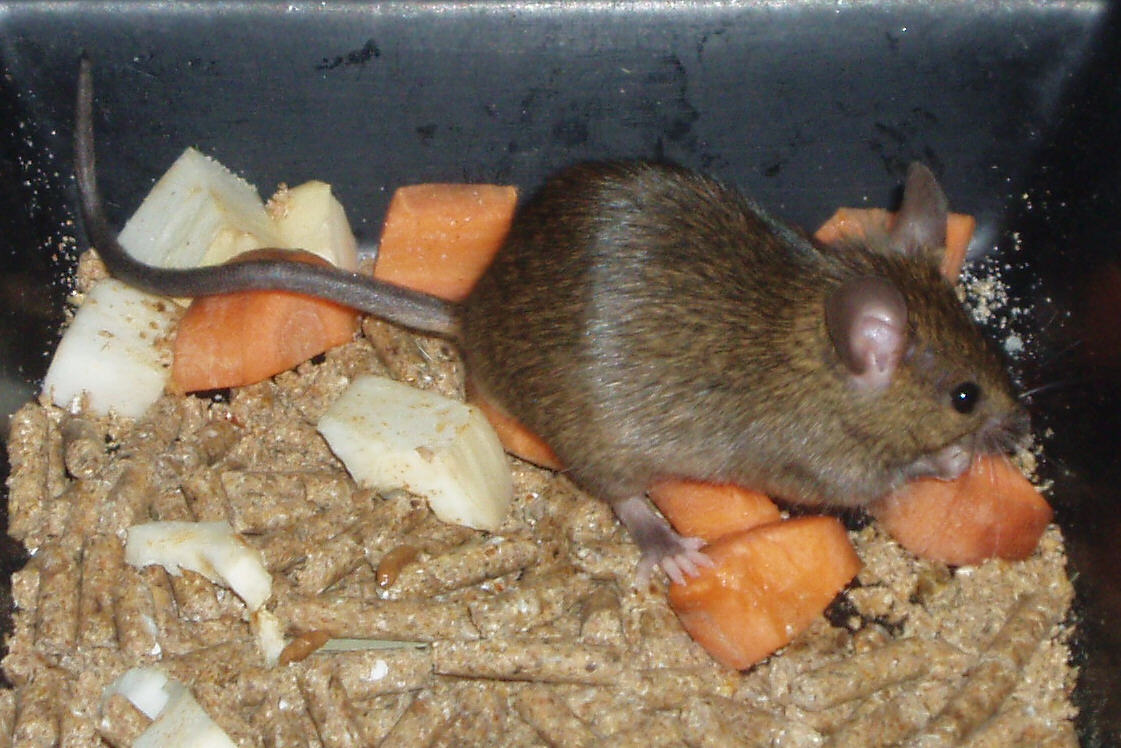
Ăn

Chuột nhà thường đứng, đi hoặc chạy bằng cả bốn chân, nhưng khi ăn, khi đánh nhau hoặc khi cần định hướng thì chúng chỉ đứng trên hai chân sau, có đuôi hỗ trợ. Khi chạy, đuôi chuột nằm ngang để tạo cân bằng; đoạn cuối của đuôi dựng đứng, trừ khi nó thấy sợ hãi điều gì. Chuột nhà giỏi nhảy, leo trèo và bơi lội.
Chuột chủ yếu hoạt động ban đêm, kể cả lúc hoàng hôn, chúng không thích ánh sáng chói. Ổ chuột thường gần nguồn thực phẩm và được làm từ các vật liệu mềm. Những con chuột đực khỏe mạnh thường chiếm một lãnh thổ riêng, chúng sống cùng với một số con cái và con non. Những con chuột đực này tôn trọng lãnh thổ của nhau và thường chỉ xâm nhập lãnh thổ của khác khi nơi đó bị bỏ trống. Nếu có hai con đực hoặc nhiều hơn được nhốt chung trong một cái lồng, chúng sẽ thường xuyên gây lộn, trừ khi chúng được nuôi cùng nhau từ nhỏ.
Chuột nhà là loài ăn tạp nhưng chủ yếu ăn thực vật. Chúng ăn cả phân của mình để hấp thu chất dinh dưỡng được do các vi khuẩn trong ruột chúng sinh ra. Giống như hầu hết các động vật gặm nhấm khác, chuột nhà không bị nôn mửa.
Chuột nhà sợ chuột cống vì chuột cống thường giết chết và đôi khi ăn thịt chuột nhà. Tuy nhiên, cũng có những quần thể chuột nhà và chuột cống cùng tồn tại trong các khu rừng ở New Zealand, Bắc Mỹ và một số nơi khác. Chuột nhà nói chung là loài chuột có khả năng cạnh tranh kém và chúng khó tồn tại ở các khu vực xa nơi con người sinh sống. Tuy nhiên, trong một số khu vực (như ở Úc), chuột nhà có thể cộng sinh với các loài động vật gặm nhấm nhỏ khác.

### Giác quan và giao tiếp

#### Thị giác
Vì là động vật chủ yếu sống về đêm, chuột nhà có ít hoặc không có khả năng nhận biết màu sắc. Bộ máy thị giác của loài chuột này về cơ bản là tương tự như con người. Vùng "bụng" của võng mạc chuột có mật độ tế bào hình nón nhạy cảm tia cực tím (UV) cao hơn nhiều so với các khu vực khác của võng mạc, mặc dù ý nghĩa sinh học của cấu trúc này chưa được biết rõ.

#### Thính giác
Chuột có thể nghe được với dải tần số rộng. Chúng có thể cảm nhận âm thanh ở tần số từ 80 Hz đến 100 kHz (tức là trong dải siêu âm), nhưng nhạy cảm nhất trong phạm vi 15–20 kHz và khoảng 50 kHz. Chúng giao tiếp bằng tiếng kêu chít chít trong dải âm thanh mà con người cảm nhận được (đối với cảnh báo từ xa) và trong dải siêu âm (khi giao tiếp gần).

#### Khứu giác
Chuột nhà cũng sử dụng các pheromone làm tín hiệu giao tiếp trong xã hội. Nước mắt và nước tiểu của chuột đực cũng có chứa pheromone. Chuột phát hiện pheromone chủ yếu nhờ xương lá mía nằm ở phía dưới mũi.
Nước tiểu của chuột nhà, đặc biệt là chuột đực, có mùi mạnh và đặc trưng. Trong nước tiểu chuột, người ta phát hiện được ít nhất mười hợp chất khác nhau như alkan, alcohol... Trong số đó, có năm hợp chất là đặc trưng của chuột đực, gồm 3-cyclohexen-1-methanol, aminotriazol (3-amino-s-triazol), 4-ethyl phenol, 3-ethyl-2,7-dimethyl octan và 1-iodoundecan.
Mùi của những con đực trưởng thành hoặc từ con cái mang thai hoặc cho con bú có thể làm tăng tốc độ hoặc làm chậm sự trưởng thành sinh dục ở con cái vị thành niên và đồng bộ hóa chu kỳ sinh sản ở con cái trưởng thành (được gọi là hiệu ứng Whitten). Mùi của những con chuột đực lạ có thể chấm dứt thai kỳ, đây là hiệu ứng Bruce.

#### Xúc giác
Chuột nhà có thể dùng râu để cảm nhận bề mặt và chuyển động không khí, chúng cũng dùng râu để sử dụng trong quá trình hướng động tiếp xúc. Những con chuột nhà bị mù bẩm sinh có râu mép rất phát triển trong khi những con không có râu mép lại có khả năng thị giác rất tốt.

### Vòng đời và sức sinh sản

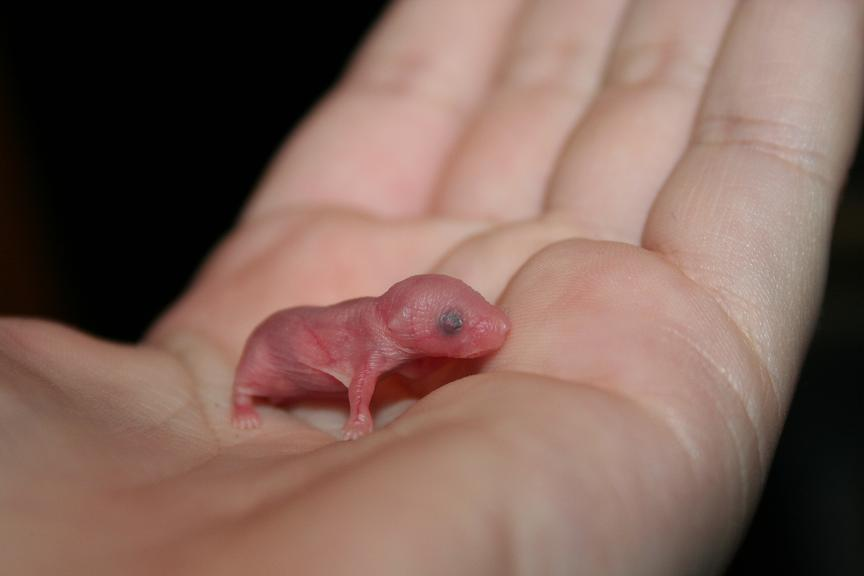
Chuột nhắt 4 ngày tuổi.

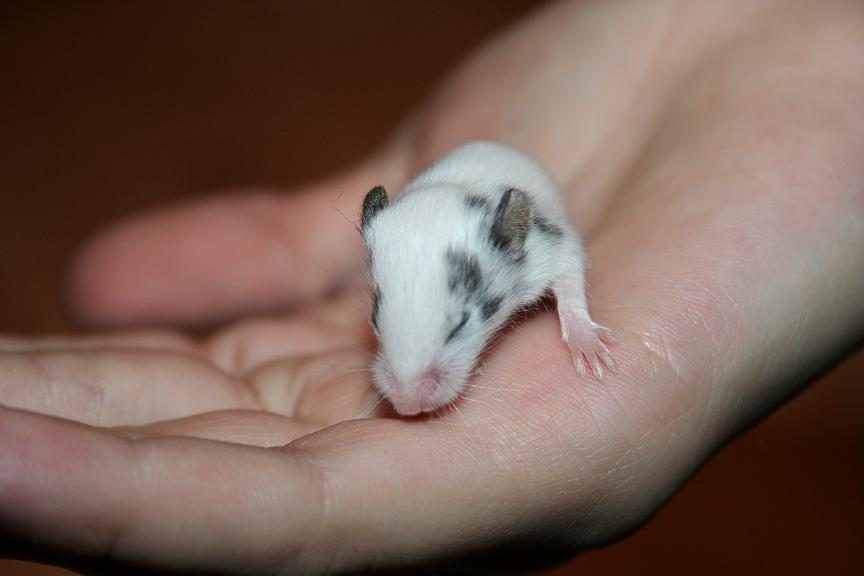
Chuột nhắt 2 tuần tuổi.

Chuột cái có chu kỳ động dục dài 4-6 ngày. Nếu nhốt những con chuột cái với mật độ lớn, tất cả chúng sẽ không động dục, nhưng sau khi cho tiếp xúc với nước tiểu chuột đực, chúng sẽ trở thành động dục sau 72 giờ.
Chuột đực lôi kéo chuột cái bằng cách phát ra tiếng kêu siêu âm đặc trưng trong dải tần 30 kHz–110 kHz. Những tiếng kêu này thường xuyên nhất trong thời gian con đực đánh hơi thấy và theo sau con cái, tuy nhiên, con đực vẫn tiếp tục kêu sau khi bắt đầu giao phối, khi đó tiếng kêu của chúng trùng với nhịp giao hợp. Con đực có thể được kích thích để phát ra tiếng kêu bằng cách dùng pheromone của con cái. Các cá thể chuột có tiếng kêu khác nhau và tiếng kêu của chuột nhà sánh ngang với tiếng chim hót về độ phức tạp. Trong khi dó, dù cũng có khả năng phát ra tiếng kêu siêu âm, chuột nhà cái thường không kêu trong khi giao phối.
Sau khi giao phối, thông thường ở chuột cái sẽ phát triển một lớp màng ngăn cản việc giao phối sau đó. Thai kỳ của chuột nhà vào khoảng 19-21 ngày và mỗi lứa chuột mẹ sinh 3-14 chuột con (trung bình 6-8). Mỗi chuột cái có thể đẻ 5-10 lứa mỗi năm, vì vậy dân số chuột nhà có thể tăng rất nhanh. Chuột nhà sinh sản quanh năm (tuy nhiên, trong điều kiện sống tự nhiên, chúng không sinh sản trong những tháng quá lạnh, mặc dù chúng không ngủ đông). Chuột sơ sinh chưa mở mắt được và chưa có lông. Bộ lông bắt đầu phát triển vài ba ngày sau khi sinh, đôi mắt mở sau khi sinh khoảng 1-2 tuần. Con đực trưởng thành sinh dục sau khoảng 6 tuần và con cái là khoảng 8 tuần, nhưng cả hai giới có thể sinh sản sớm từ khi được năm tuần.

#### Giấc ngủ
Thời gian ngủ trung bình của một con chuột nhà được nuôi nhốt là 12½ giờ mỗi ngày.

## Tuổi thọ
Khi sống hoang dã, chuột nhà có tuổi thọ dưới 1 năm. Nguyên nhân là do trong môi trường đó, chuột là con mồi của các động vật ăn thịt và chúng phải tiếp xúc với môi trường khắc nghiệt. Trong các môi trường được bảo vệ, chuột nhà thường sống 2-3 năm. Một con chuột biến đổi gen đã được ghi nhận sống đến 1819 ngày (gần 5 năm).

## Chuột và con người
Chuột nhà thường sống gần với con người, xung quanh nhà hoặc trên cánh đồng. Bản địa của chuột nhà là từ châu Á (có thể là miền Bắc Ấn Độ), chúng lây lan sang khu vực Địa Trung Hải khoảng năm 8000 trước Công nguyên, và chỉ đến phần còn lại của châu Âu vào khoảng năm 1000 trước Công nguyên. Thời gian trễ này được coi là cần để diện tích đất nông nghiệp đạt mức đủ lớn. Từ đây chuột nhà di thực đến khắp nơi trên thế giới.
Chuột nhà có thể làm dịch bệnh lây lan và gây hại cho thực phẩm và vật chứa đựng thực phẩm. Chúng có thể gây dịch bệnh chết người như bệnh trùng xoắn móc câu, sốt ban chuột... và bệnh dịch hạch. Chuột nhà cũng có thể gây hại nghiêm trọng khi ăn hạt ngũ cốc. Người ta cho rằng chuột nhà là nguyên nhân chính dẫn đến việc thuần hóa mèo nhà. Các dạng bẫy khác nhau cũng được sử dụng để bẫy chuột.
Văn bản xưa nhất ghi lại việc nuôi chuột làm cảnh là bộ tự điển Nhĩ Nhã, trong bản viết từ năm 1100 trước Công nguyên. Việc thuần hóa chuột dẫn đến có nhiều chủng giống chuột với màu sắc đẹp và tập tính ngoan ngoãn. Các giống chuột nhà đôi khi cũng được dùng làm thức ăn cho các loài động vật cảnh như bò sát, chim, động vật chân đốt và cá.

## Chuột biết phối hợp để săn mồi
Đảo Gough ở Nam Đại Tây Dương từng có tới 20 loài chim biển đến sinh sản, bao gồm gần như tất cả số lượng các loài chim Diomedea dabbenena và Pterodroma incerta trên thế giới. Trước khi chuột nhà đến hòn đảo này trong thế kỷ 19 theo chân các thủy thủ, những con chim không có thiên địch là động vật ăn thịt có vú. Sau đó, những con chuột nhà phát triển lớn bất thường và đã học được cách tấn công chim, kể cả những con chim lớn cao đến 1 mét nhưng phần lớn di chuyển kém, đàn chuột phối hợp theo nhóm và gặm nhấm những con chim cho đến khi chúng chảy máu và chết. Ước tính có khoảng 700.000 con chuột trên đảo đã giết chết tổng cộng hơn một triệu con chim mỗi năm.

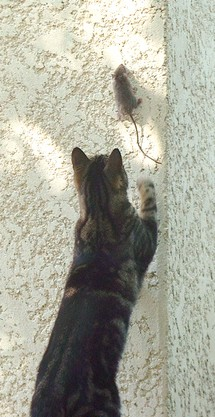
Mèo săn chuột

## Thiên địch của chuột

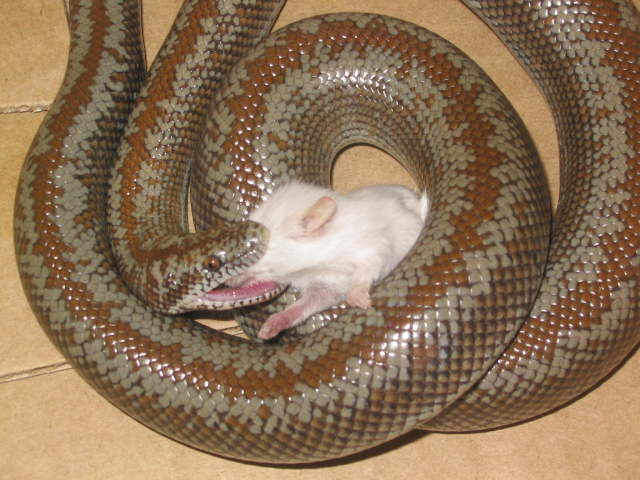
Một con trăn Charina trivirgata đang ăn chuột

Các loài thiên địch của chuột bao gồm mèo, rắn, cú và các loài động vật khác.
Tại Việt Nam, một số loài động vật hoang dã được công nhận là thiên địch của chuột và được bảo vệ, bao gồm rắn chuột (Elaphe radiata), rắn ráo thường (Ptyas korros), rắn ráo trâu (Ptyas mucosus), rắn hổ mang Ấn Độ (Naja naja), rắn cạp nong (Bungarus fasciatus), các loài rắn lục, trăn đất (Python molurus), trăn hoa (Python reticulatus), cú lợn trắng (Tyto alba), cú lợn vằn (Tyto capensis), cú mèo (Otus bakkamoena), chim thù thì (Ketupa spp.), cú vọ lưng nâu (Ninox scutulata), diều hâu, diệc xám (Ardea cinerea), mèo báo (Felis bengalensis), mèo gấm (Pardofelis marmorata), triết bụng vàng (Mustela kathiah), triết chỉ lưng (Mustela strigidosa), cầy hương (Viverricula indica).

## Chuột thí nghiệm

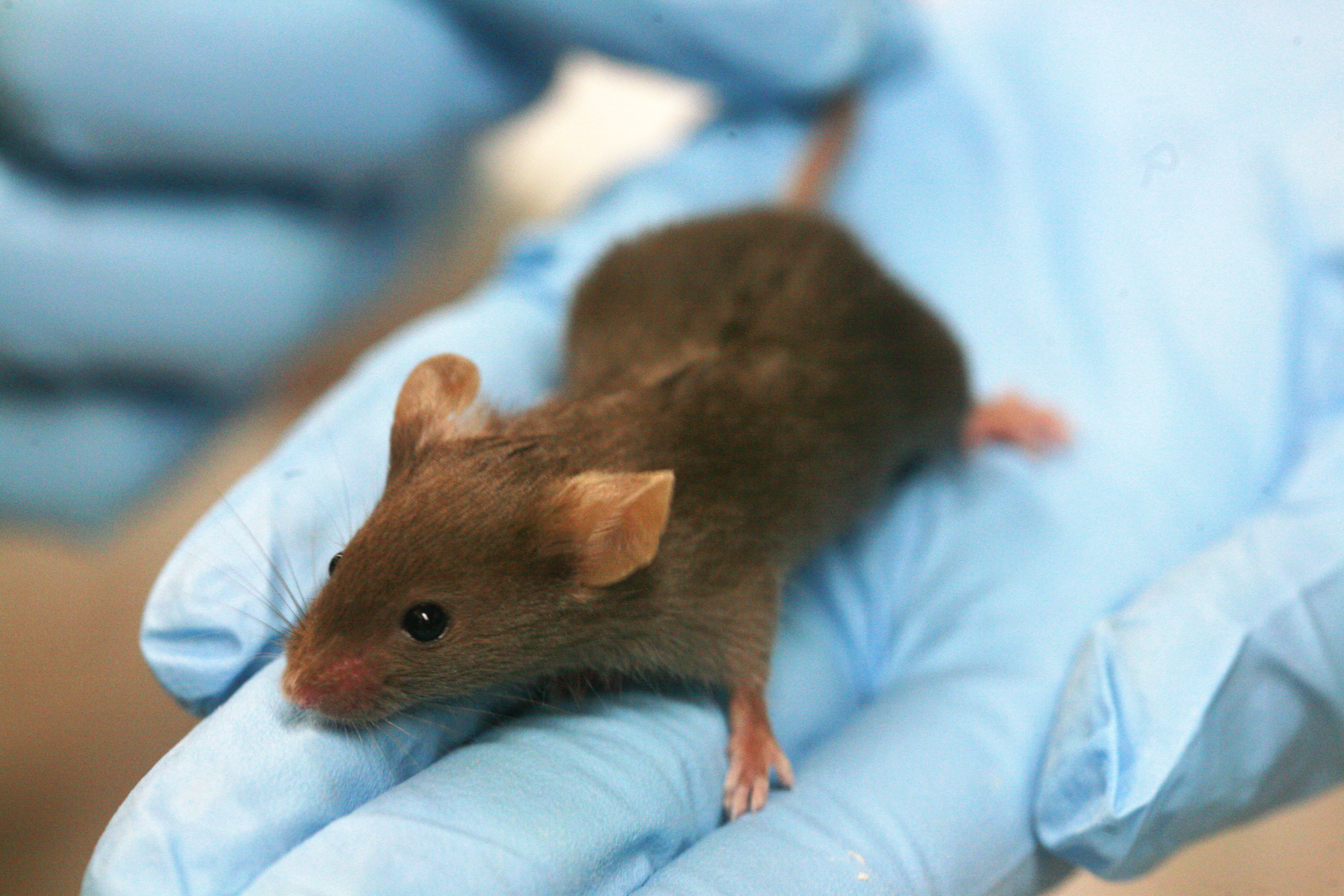
Một con chuột trong phòng thí nghiệm.

Chuột được sử dụng phổ biến nhất trong các mô hình nghiên cứu, với hàng trăm chủng thuần, con lai xa và biến đổi gen. Chúng được sử dụng phổ biến trong các thử nghiệm sinh học và tâm lý học, chủ yếu bởi vì chúng là động vật có vú, tương đối dễ dàng để duy trì và xử lý, sinh sản nhanh chóng và có sự tương đồng cao với con người. Trình tự gen của chuột đã được xác định và nhiều đoạn gen chuột có đồng đẳng với gen của con người. Ngoài ra việc chuột có giá thành tương đối thấp và dễ dàng duy trì, chuột nhà còn có nhiều ưu thế để được sử dụng trong phòng thí nghiệm nghiên cứu. Chuột nhà có thể sinh sản nhanh chóng, nên có thể quan sát nhiều thế hệ chuột trong một thời gian tương đối ngắn.
Hầu hết chuột thí nghiệm là con lai của các phân loài khác nhau, phổ biến nhất là giữa phân loài Mus musculus domesticus với Mus musculus musculus.

## Loài chuột trong văn hóa
Trong văn hóa phương Đông, loài chuột đứng đầu trong mười hai con giáp. Tại Việt Nam, chuột cũng có mặt trong các tác phẩm văn học dân gian. Đặc biệt, hình tượng con chuột được khắc họa khá đặc sắc trong dòng tranh dân gian Đông Hồ.

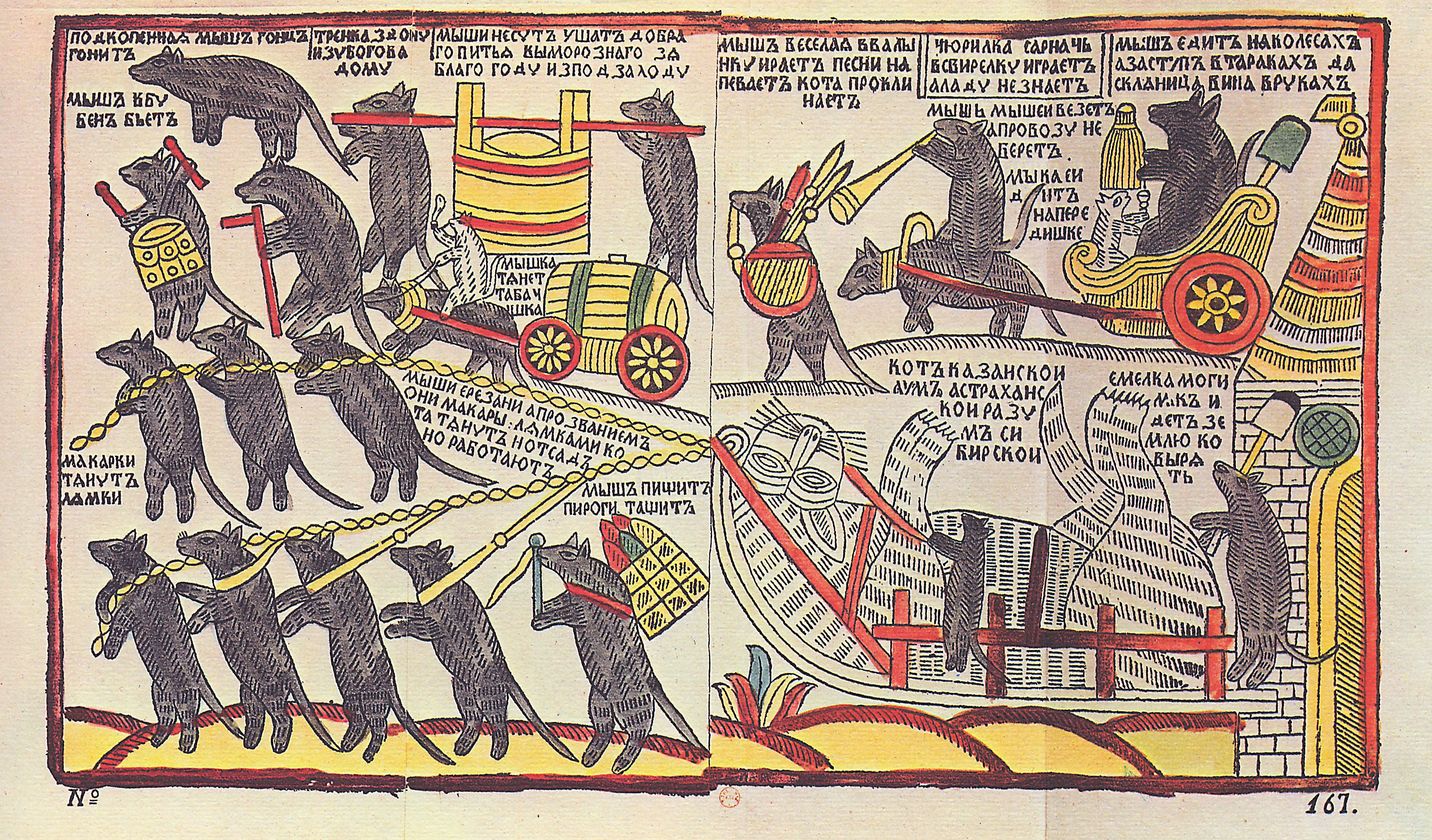
Chuột đưa ma mèo, tranh dân gian của Nga, in vào những năm 1760
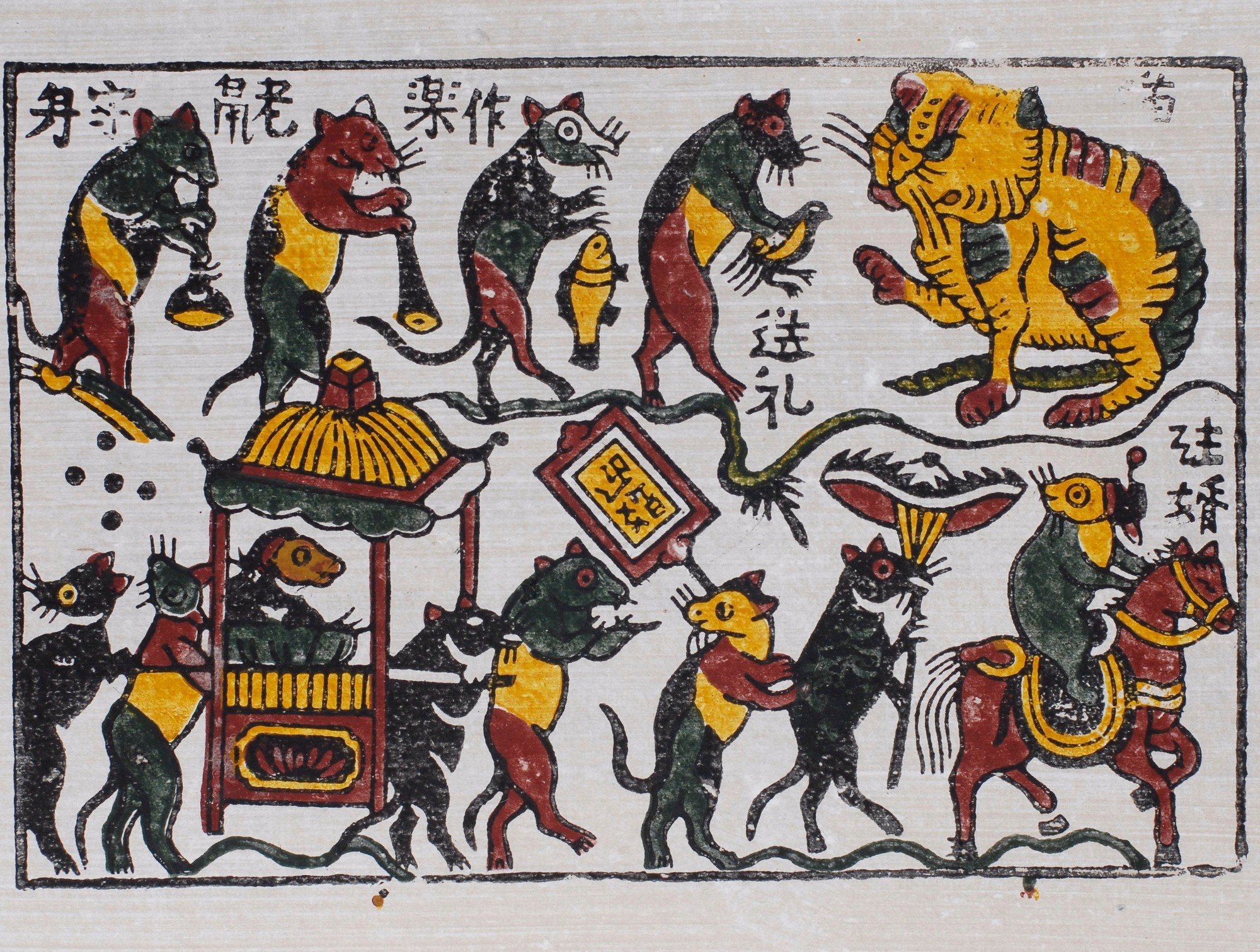
Đám cưới chuột, tranh dân gian Đông Hồ, Việt Nam
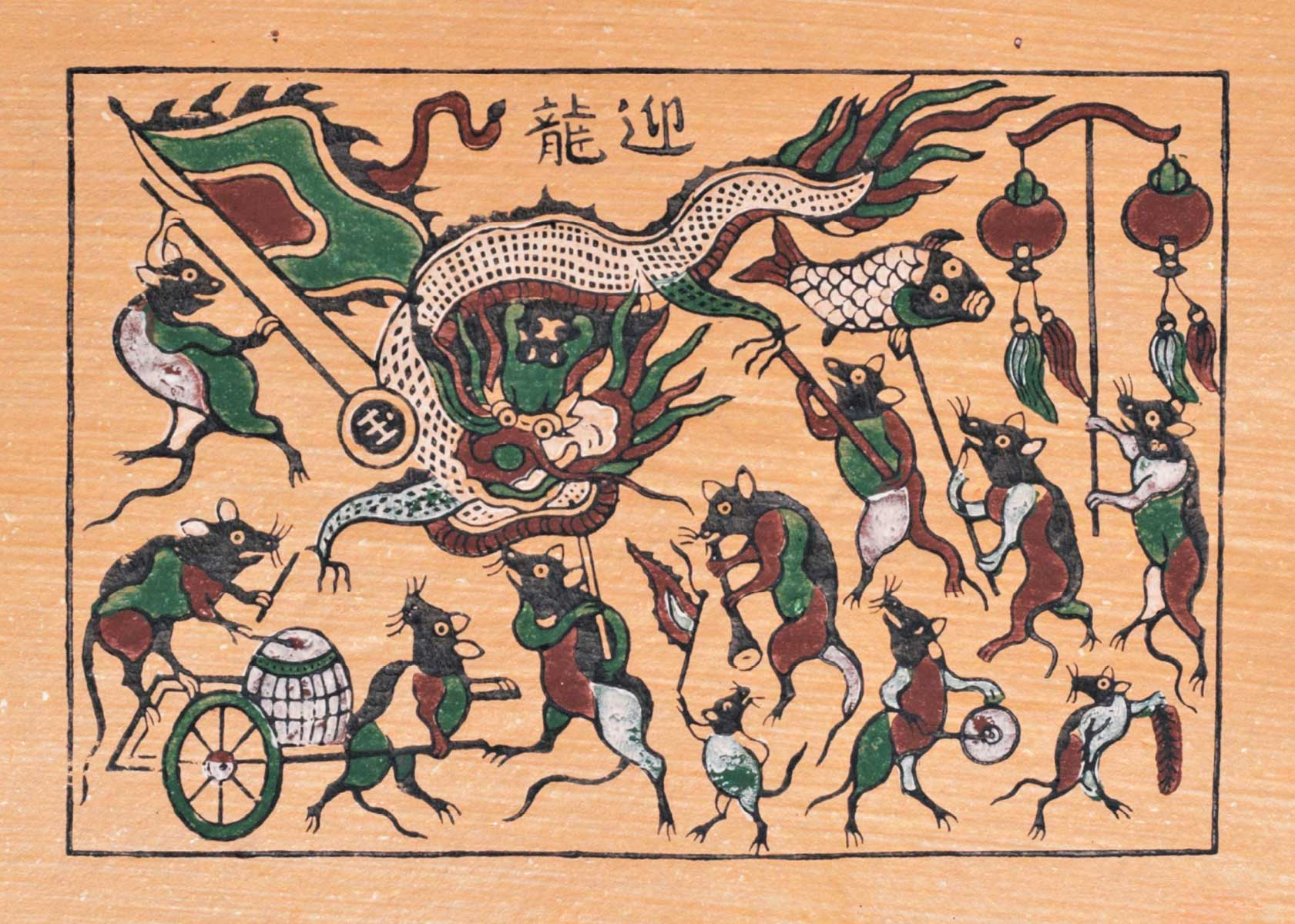
Chuột rước đèn, tranh dân gian Đông Hồ, Việt Nam